# Sekule
Sekule je naselje u okrugu Senica u Trnavskom kraju u Slovačkoj.

## Stanovništvo
| Godina:     | 1993. | 2003.   | 2013.   | 2023.   |
| ----------- | ----- | ------- | ------- | ------- |
| Broj ljudi: | 1541  | 1619    | 1712    | 1732    |
| Razlika:    |       | +5,06 % | +5,74 % | +1,16 % |

| Godina:     | 2022. | 2023.   |
| ----------- | ----- | ------- |
| Broj ljudi: | 1738  | 1732    |
| Razlika:    |       | -0,34 % |

Prema podacima o broju stanovnika iz 2023. godine naselje je imalo 1738 stanovnika.

## Vanjske poveznice
- Službena stranica naselja (sl.)
- Krajevi i okruzi u Slovačkoj  Arhivirana inačica izvorne stranice od 2. svibnja 2024. (Wayback Machine) (sl.)